# グリーンフォレスト
グリーンフォレスト (Green Forest) はアメリカ合衆国で生産された競走馬および種牡馬である。フランスで競走生活を送り、1982年のフランス最優秀マイラーなどに選出された。

## 経歴
1981年（2歳）にはラ・サラマンドル賞、グラン・クリテリウム、モルニ賞とG1競走で3勝を挙げ、同年フランスの最優秀2歳馬に選ばれた。1982年にはムーラン・ド・ロンシャン賞で優勝、ジャック・ル・マロワ賞で2着と好成績を残し、同年のフランス最優秀マイラーに選ばれている。
1983年よりアメリカケンタッキー州のジョナベルファームで種牡馬入り、供用が開始された。その後、インドパンジャブにあるDashmesh Stud Farmに移され、同地で2000年に死亡した。
代表産駒に、1986年のアイルランド1000ギニーなどに勝ったフォレストフラワーがいる。それ以外には特に目立った成績を残したものはいなかったものの、フォレストウインドなど何頭かが種牡馬となってその血統を残している。日本にも競走馬としての産駒が数頭輸入されたが、目立った成績を残せた馬はいなかった。

## 主な産駒
- Forest Flower / フォレストフラワー（牝・1984年生、1986年イギリス最優秀2歳牝馬。繁殖牝馬）
- Forest Wind / フォレストウインド（牡・1990年生、ミルリーフステークスなど。種牡馬）
- Made of Gold / メイドオブゴールド（牡・1989年生、ロイヤルロッジステークスなど。種牡馬）

母の父としてのおもな産駒は以下のとおり。
- Proud Citizen / プラウドシチズン（母Drums of Freedom）
- Tokai Mystery / トウカイミステリー（母タイキミステリー）

## 血統表
| グリーンフォレストの血統（スターキングダム系 / Bull Dog 5×5=6.25%、Blue Larkspur 5×5=6.25%） | グリーンフォレストの血統（スターキングダム系 / Bull Dog 5×5=6.25%、Blue Larkspur 5×5=6.25%） | グリーンフォレストの血統（スターキングダム系 / Bull Dog 5×5=6.25%、Blue Larkspur 5×5=6.25%） | （血統表の出典）    | （血統表の出典） |
| 父 Shecky Greene 1970 鹿毛 アメリカ                                                          | 父の父Noholme 1956 栗毛 オーストラリア                                                       | Star Kingdom                                                                                 | Stardust            | Stardust         |
| 父 Shecky Greene 1970 鹿毛 アメリカ                                                          | 父の父Noholme 1956 栗毛 オーストラリア                                                       | Star Kingdom                                                                                 | Impromptu           |                  |
| 父 Shecky Greene 1970 鹿毛 アメリカ                                                          | 父の父Noholme 1956 栗毛 オーストラリア                                                       | Oceana                                                                                       | Colombo             | Colombo          |
| 父 Shecky Greene 1970 鹿毛 アメリカ                                                          | 父の父Noholme 1956 栗毛 オーストラリア                                                       | Oceana                                                                                       | Orama               |                  |
| 父 Shecky Greene 1970 鹿毛 アメリカ                                                          | 父の母Lester's Pride 1957 鹿毛 アメリカ                                                      | Model Cadet                                                                                  | Requested           | Requested        |
| 父 Shecky Greene 1970 鹿毛 アメリカ                                                          | 父の母Lester's Pride 1957 鹿毛 アメリカ                                                      | Model Cadet                                                                                  | Hadepine            |                  |
| 父 Shecky Greene 1970 鹿毛 アメリカ                                                          | 父の母Lester's Pride 1957 鹿毛 アメリカ                                                      | Meadow Flower                                                                                | Bull Lea            | Bull Lea         |
| 父 Shecky Greene 1970 鹿毛 アメリカ                                                          | 父の母Lester's Pride 1957 鹿毛 アメリカ                                                      | Meadow Flower                                                                                | Spur Flower         |                  |
| 母 Tell Memo Lise 1971 芦毛 アメリカ                                                         | 母の父The Axe 1958 芦毛 アメリカ                                                             | Mahmoud                                                                                      | Blenheim            | Blenheim         |
| 母 Tell Memo Lise 1971 芦毛 アメリカ                                                         | 母の父The Axe 1958 芦毛 アメリカ                                                             | Mahmoud                                                                                      | Mah Mahal           |                  |
| 母 Tell Memo Lise 1971 芦毛 アメリカ                                                         | 母の父The Axe 1958 芦毛 アメリカ                                                             | Blackball                                                                                    | Shut Out            | Shut Out         |
| 母 Tell Memo Lise 1971 芦毛 アメリカ                                                         | 母の父The Axe 1958 芦毛 アメリカ                                                             | Blackball                                                                                    | Big Event           |                  |
| 母 Tell Memo Lise 1971 芦毛 アメリカ                                                         | 母の母Filatonga 1960 鹿毛 アメリカ                                                           | Count Honor                                                                                  | Count Fleet         | Count Fleet      |
| 母 Tell Memo Lise 1971 芦毛 アメリカ                                                         | 母の母Filatonga 1960 鹿毛 アメリカ                                                           | Count Honor                                                                                  | Honor Bound         |                  |
| 母 Tell Memo Lise 1971 芦毛 アメリカ                                                         | 母の母Filatonga 1960 鹿毛 アメリカ                                                           | Blarney Castle                                                                               | Nasrullah           | Nasrullah        |
| 母 Tell Memo Lise 1971 芦毛 アメリカ                                                         | 母の母Filatonga 1960 鹿毛 アメリカ                                                           | Blarney Castle                                                                               | Bold Irish F-No.8-c |                  |